# Helmut Beck-Broichsitter
Helmut Georg Beck-Broichsitter (* 30. August 1914 in Kiel; † 25. September 2000 in Heist) war ein deutscher Offizier, zuletzt Major der Wehrmacht, und Reitlehrer.

## Leben
Helmut Beck-Broichsitter war als Junge im Jungstahlhelm des Bundes für Frontsoldaten und auch kurzzeitig im Reiterzug des Stahlhelm. Am 17. September 1934 trat er in die Ausbildungshundertschaft der Hamburger Landespolizei ein,
Im Zweiten Weltkrieg war er 1939, nachdem er im April 1937 zum Leutnant befördert worden und der Wehrmacht beigetreten war, in der 14. Panzerabwehr-Kompanie des neu aufgestellten Infanterie-Lehr-Regiments der Infanterieschule Döberitz. Das Infanterie-Lehr-Regiment wurde später für die Aufstellung des Infanterie-Regiments „Großdeutschland“ verwendet, wo er auch eingesetzt wurde. Mit dem Regiment nahm er am Frankreichfeldzug teil und wurde für seinen Einsatz als Kompaniechef am 4. September 1940 mit dem Ritterkreuz des Eisernen Kreuzes ausgezeichnet. Von Dezember 1942 bis Oktober 1943 war er in der Führerreserve. Anschließend wurde er für ein Jahr an die Kriegsakademie versetzt und hier am 1. Februar 1944 zum Major befördert. Ab dem 1. November 1944 war er für vier Tage in den Generalstab versetzt und wechselte dann als Erster Generalstabsoffizier in den Generalstab des Panzerkorps „Großdeutschland“. Ab 5. Februar 1945 war er bis Kriegsende erneut in der Führerreserve.
1945/46 entstand in einem britischen Kriegsgefangenenlager unter der Führung von Beck-Broichsitter ein Zusammenschluss ehemaliger Angehöriger der Division Großdeutschland. Es bestanden feste Verbindungen und gegenseitige Hilfe unter rund 2000 ehemaligen Soldaten, welche nach der Entlassung Beck-Brochsitters aus der Kriegsgefangenschaft ab Juli 1949 offiziell als „Bruderschaft“ firmierten. Beck-Broichsitter war mindestens seit 1949 neben Alfred Franke-Gricksch Organisationsleiter dieser „Bruderschaft“, als Zusammenschluss ehemaliger Offiziere und Soldaten. Deren Wirkungsbereich reichte zunächst kaum über Hamburg hinaus. Erst durch die Berichte der Auslandspresse 1949 mit ersten Berichten über die „Bruderschaft“, die als „verschworene Generalsclique mit großdeutschen, neofaschistischen Machtbestrebungen“ dargestellt wurde, übernahmen deutsche Zeitungen die Meldungen und machten diese Vereinigung damit öffentlich bekannt. „Entgegen übertriebener Gerüchte ... ist die Bruderschaft keine Partei, sie steht weder rechts noch links. Ihre Leitworte sind Freiheit und Verantwortung - Brüderlichkeit und Recht. ... Aus europäischer Verantwortung lehnt sie die Wiederbewaffnung Deutschlands entschieden ab.“ Die Bruderschaft hatte 3 Ziele: 1. Verhinderung der bolschewistischen Unterwanderung in Deutschland, 2. einander wirtschaftlich helfen, 3. verhindern, dass Deutsche auf Deutsche schießen.
Im Februar 1951 kam es zum Zerwürfnis innerhalb der Organisation, da Beck-Broichsitter eine Remilitarisierung Deutschlands ablehnte und Franke-Gricksch für eine souveräne westeuropäische Kontinentalstreitmacht mit einem deutschen Führungskern stand. Er trat wie einige andere aus der Bruderschaft aus und gründete die Bruderschaft Deutschland. In der Folge suchte der Vorsitzende der Sozialistischen Reichspartei (SRP) Fritz Dorl im Jan. 1951 Kontakt zu Beck-Broichsitter und es kam kurzzeitig zu einer Zusammenarbeit, obwohl Beck-Broichsitter weder Nationalsozialist noch Antisemit war. Sein Motto war „Gerade weil wir keine Militaristen und keine Nationalisten sind, dürfen wir uns nicht zum Söldner- oder HIWI-Dienst für Ost oder West bereitstellen. Soldaten werden wir nur für ein Europa, in dem Deutschland gleichberechtigt ist. Ein starkes, unabhängiges Europa ist die beste Friedensgarantie.“
Um auf die Gefahr eines Krieges hinzuweisen, hat die Bruderschaft mit einem eigenen Nachrichtendienst die Truppenstärke der Sowjets in Osteuropa ermittelt und publiziert und die notwendige Größe einer europäischen Wehrmacht berechnet. Es kam im Sommer 1951 zum Zerwürfnis zwischen der Bruderschaft Deutschland und der SRP. In der Folge gelang es aber Beck-Broichsitter, weitere Unterstützer an seine Bruderschaft zu binden. 1951 scheidet Beck-Broichsitter aus der Bruderschaft aus.
Nach dem Krieg wurde Beck-Broichsitter Berufsreitlehrer und gründete 1972 die Reitschule Johannenhof in Heist. Beck-Broichsitter war als Vielseitigkeitsausbilder ein Vertreter der Klassischen Reitkunst nach dem Vorbild der Kavallerieschule Hannover. Seine Ausbilder waren Heinrich Boldt, Dressurausbilder in Gütersloh, Hans-Heinrich „Micky“ Brinkmann, Bundestrainer der Springreiter und Erich von Langsdorff, Olympiateilnehmer 1936 in der Vielseitigkeitsreiterei und Geländelehrer an der Infanterieschule (Döberitz). Ab Ende der 70er Jahre spezialisierte Beck-Broichsitter sich auf die Dressur nach dem Vorbild der Spanischen Hofreitschule in Wien, die für ihn die „Mutter der Klassischen Reitkunst“ war. Er besuchte hierzu dort regelmäßig die „Morgenarbeit“ zur Weiterbildung. Bis zu seinem Tod im Jahre 2000 bildete er seine Pferde täglich weiter aus und unterrichtete seine Reitschüler nach diesen Grundsätzen.

## Schriften (Auswahl)
- Der Jagdteckel. Seine planmäßige Ausbildung zur Vielseitigkeit. Neumann, Neudamm 1935, zweite Auflage 1937, dritte Auflage 1939.
- (Bearbeiter): Wilhelm Reibert: Der Dienstunterricht im Heere. Ausgabe für die Schützen der Infanterie-Panzerabwehrkompanie. 11., neubearb. Aufl., Mittler, Berlin 1939.
- Was heißt hier klassisch? Streitbare Schriften für reiterliche Werte von Helmut Beck-Broichsitter, Selbstverlag, Heist, 1997
- Das Reiterkloster und seine Ausgesandten - Wege zum Wesentlichen von Helmut Beck-Broichsitter, Selbstverlag, Heist, 2000
- Gesammelte Werke von Helmut Beck-Broichsitter. Franckh-Kosmos Verlag, Schondorf, 2010.